# Орчард (Небраска)
Орчард (енгл. Orchard) град је у америчкој савезној држави Небраска.

## Демографија
По попису из 2010. године број становника је 379, што је 12 (-3,1%) становника мање него 2000. године.
| Група             | 2000.        | 2010.       |
| Белци             | 391 (100,0%) | 368 (97,1%) |
| Афроамериканци    | 0 (0,0%)     | 0 (0,0%)    |
| Азијати           | 0 (0,0%)     | 0 (0,0%)    |
| Хиспаноамериканци | 0 (0,0%)     | 9 (2,4%)    |
| Укупно            | 391          | 379         |